# Syntormon mikii
Syntormon mikii är en tvåvingeart som beskrevs av Gabriel Strobl 1899. Syntormon mikii ingår i släktet Syntormon och familjen styltflugor. Arten är reproducerande i Sverige. Inga underarter finns listade i Catalogue of Life.